# 近畿車輛

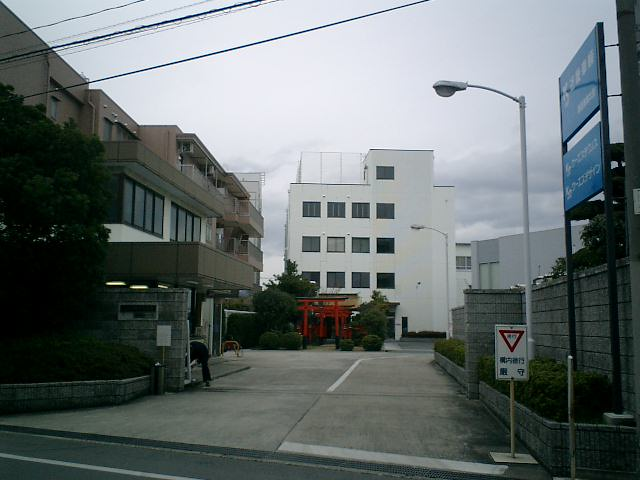
車廠出入口。

近畿車輛株式會社（日语：／ Kinki Sharyō Kakushiki Gaisha，英語：　東證1部：7122），是一間生產鐵路車輛、門和報紙銷售機等的近鐵集團旗下企業。總部在大阪府東大阪市稻田上町2-6-41，車輛製作所也在同樣的地方。總部和製作所最近的站是JR西日本片町線的德庵站。

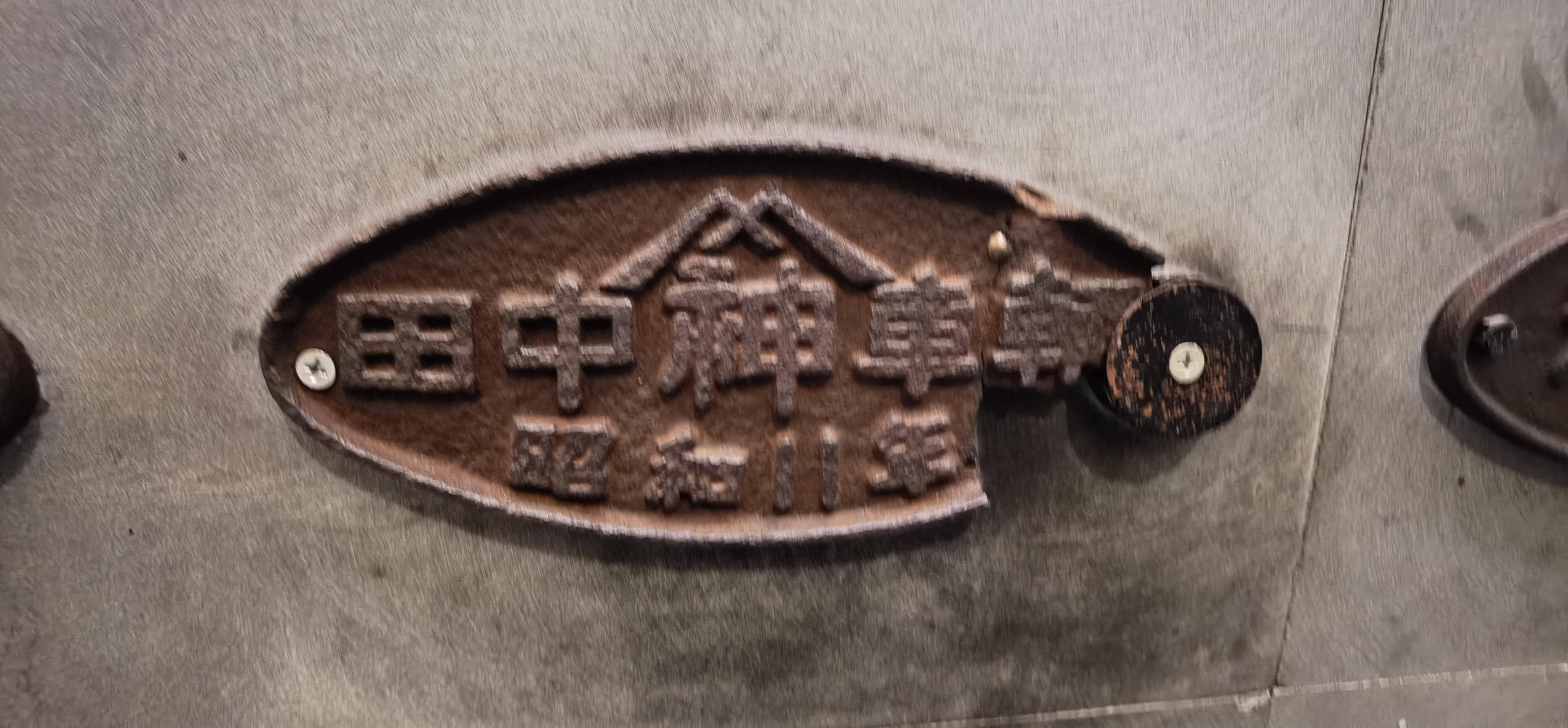
日本田中车辆铭牌，田中车辆是近畿车辆前身

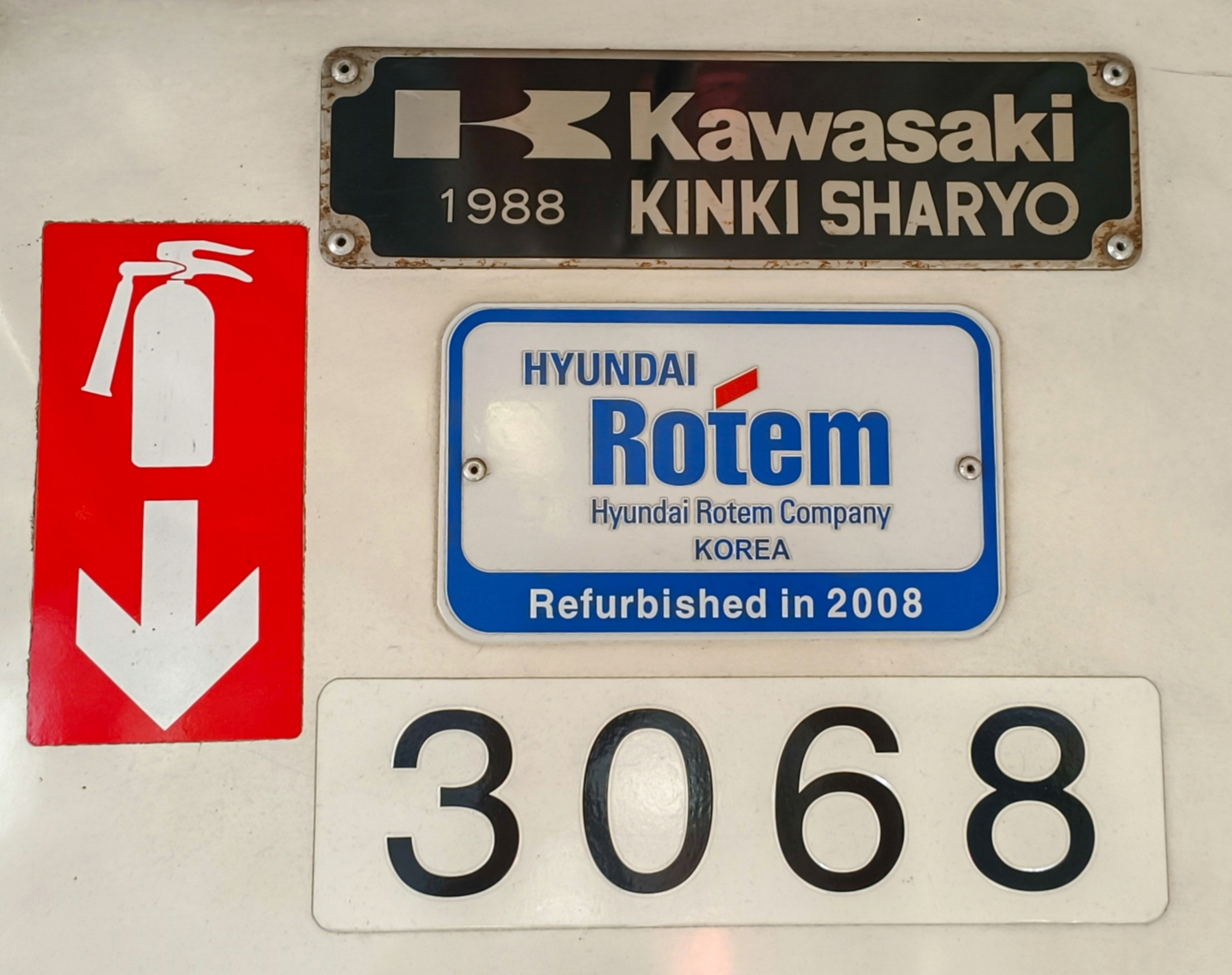
日本川崎重工与近畿車輛铭牌，新加坡地铁C151车辆

近畿車輛與三菱重工業有業務合作。

## 鐵路車輛

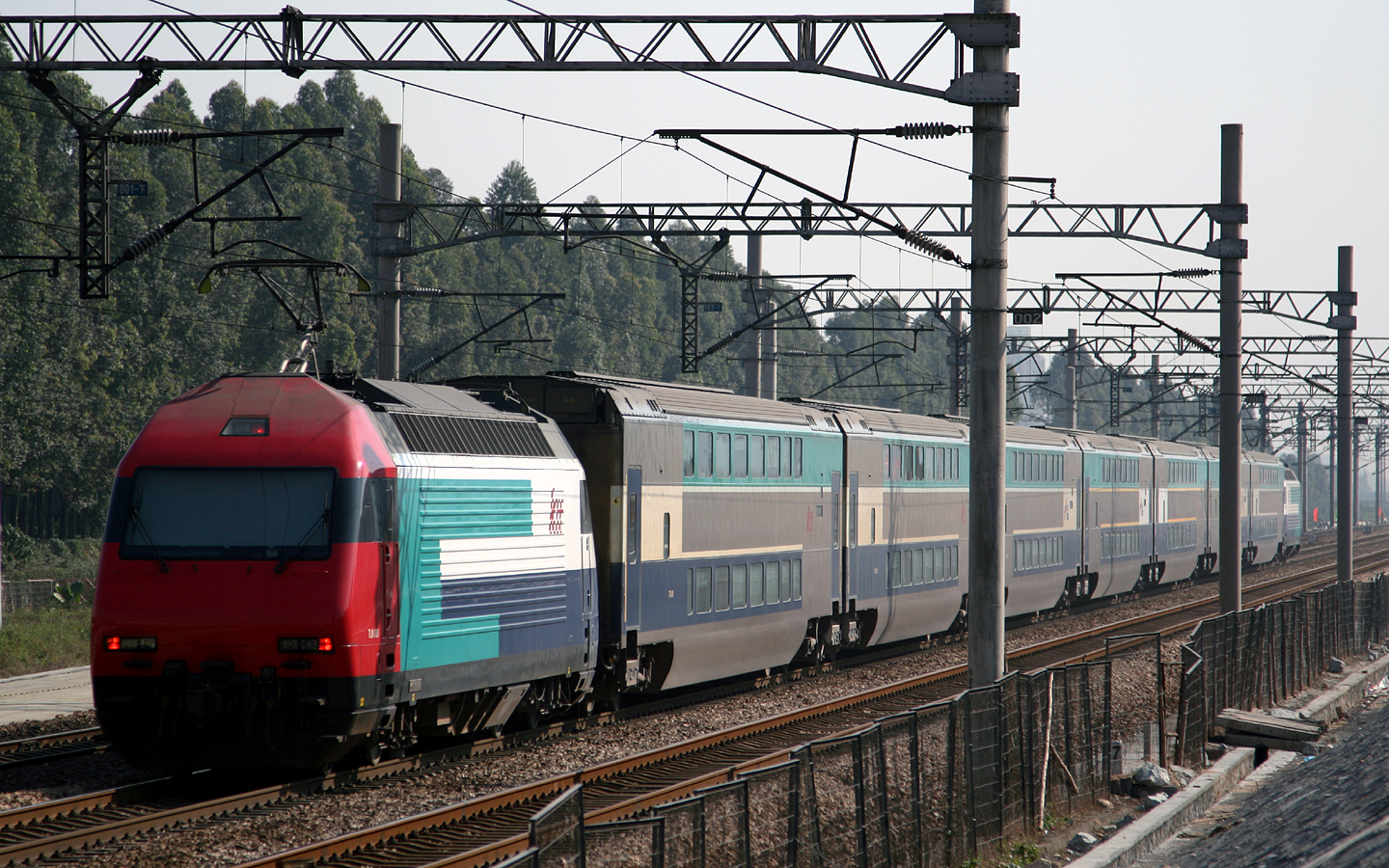
港鐵Ktt客車

### 日本
- 日本國鐵、JR、第三部門鐵道業者
  - JR東日本（211系、253系、255系、E257系、E653系、E751系等）
  - JR東海（新幹線100系、新幹線300系、新幹線700系、新幹線N700系、285系3000番台、311系、313系等）
  - JR西日本（新幹線100系、新幹線500系、新幹線700系、新幹線N700系、新幹線W7系、221系、207系、205系1000番台、223系、225系、321系、323系、281系、283系、681系、683系等）
  - JR四國（7000系（承接全部訂單））
  - JR九州（813系、303系）
  - 北越急行（681系）
- 大手私鐵
  - 近畿日本鐵道（全線列車）
  - 南海電氣鐵道（南海7000系、7100系的一部份）
  - 埼玉高速鐵道（2000系）
- 地下鐵
  - 東京地下鐵（帝都高速度交通營團時代：01系、03系、05系、7000系等）
  - 都營地下鐵（10-000系、5300型）
  - 大阪市營地下鐵（21系、22系）
  - 京都市營地下鐵
- 中小型、公營鐵路
  - JTRAM（廣島電鐵5100型、日本國產超低地台LRV）
  - 北九州高速鐵道

### 香港
- 九廣鐵路公司（已於2007年與香港地鐵合併，成為港鐵）
  - 1974年的客車（后来变成中国铁路252型客车）
  - 港鐵伊藤忠近畿川崎列車（多數原裝列車及2007年增購車卡）（全數已租予港鐵公司使用）
  - 九廣通（Ktt）車卡[1]
- 港鐵公司
  - 港鐵伊藤忠近畿川崎列車（2016-17年增購車卡及原頭等車卡降格工程）

### 美國
- 紐澤西州哈德遜-博根輕軌鐵路車輛
- 亞利桑那州鳳凰城都會地區METRO輕鐵車輛
- 華盛頓州西雅圖海灣輕鐵中央線車輛

### 埃及
- 開羅地鐵

### 阿聯酋
- 杜拜地鐵

### 卡塔爾
- 多哈地鐵

## 備考
該公司製造的車輛，也會少有地利用德庵站的側線作試車。
列車出廠付運的方式主要有兩種：1.以有火/無火迴送方式，經由大阪東線付運至國內用戶。2.新幹線車輛及出口海外的車輛，則以平板車逐卡運至貨櫃碼頭上船。

## 列車

### 日本國內

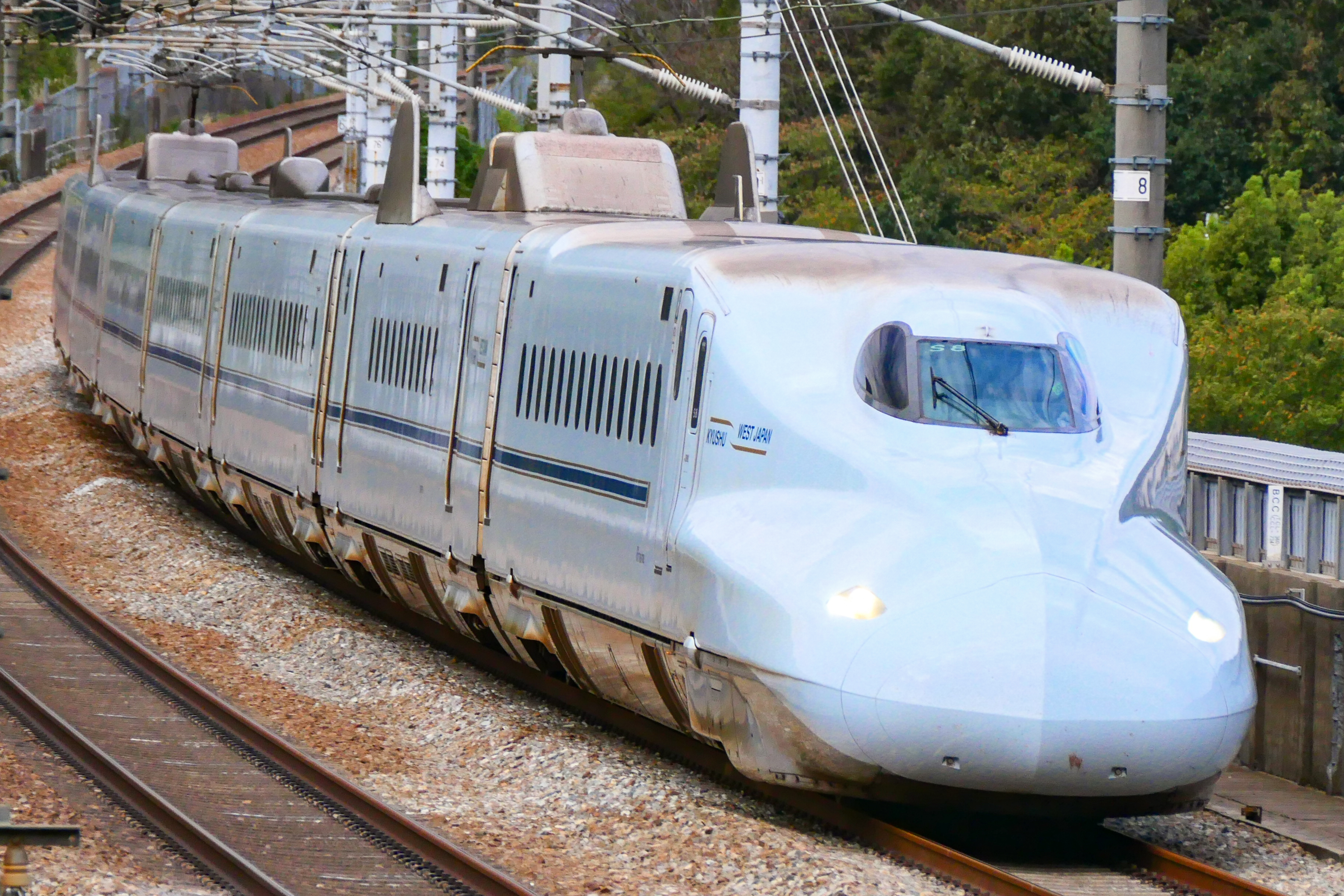
N700系山陽、九州新幹線 直通用S編組
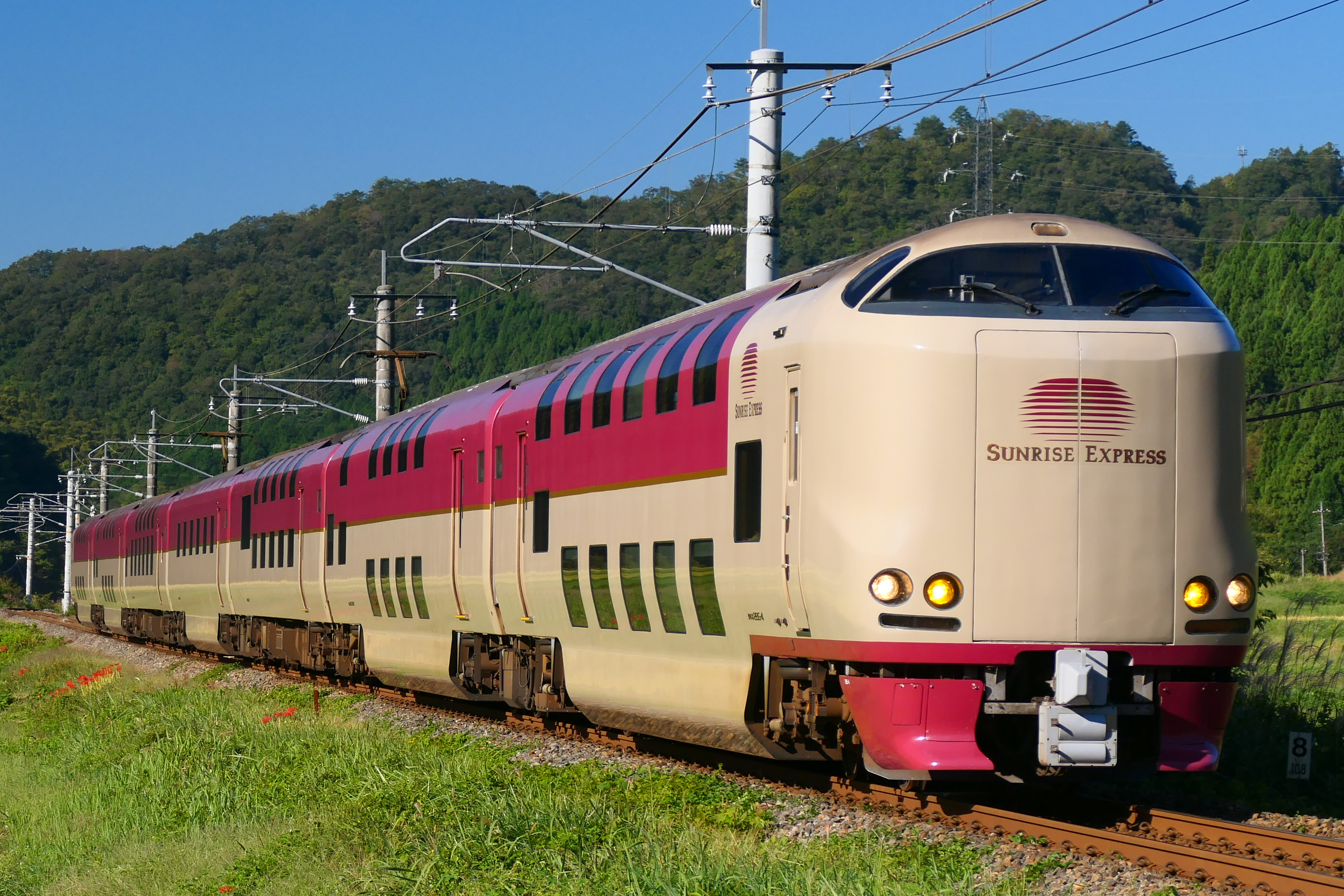
JR西日本、JR東海 285系

### 日本國外

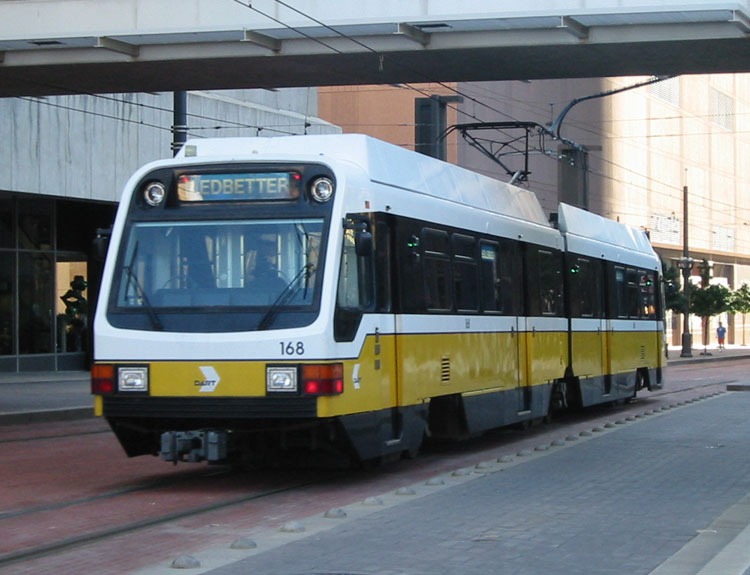
DART 高床式LRV
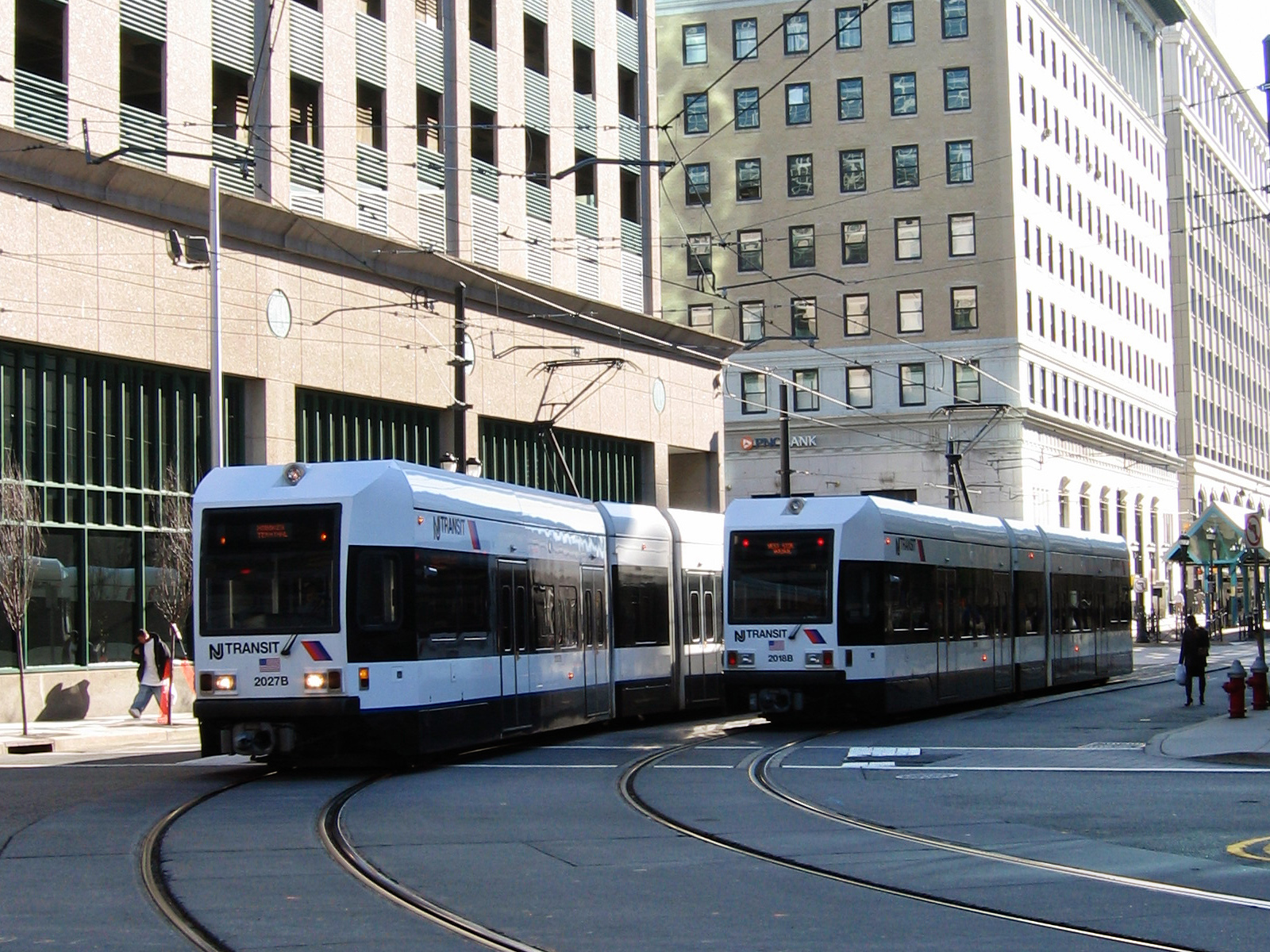
NJT Hudson–Bergen 超低床式LRV
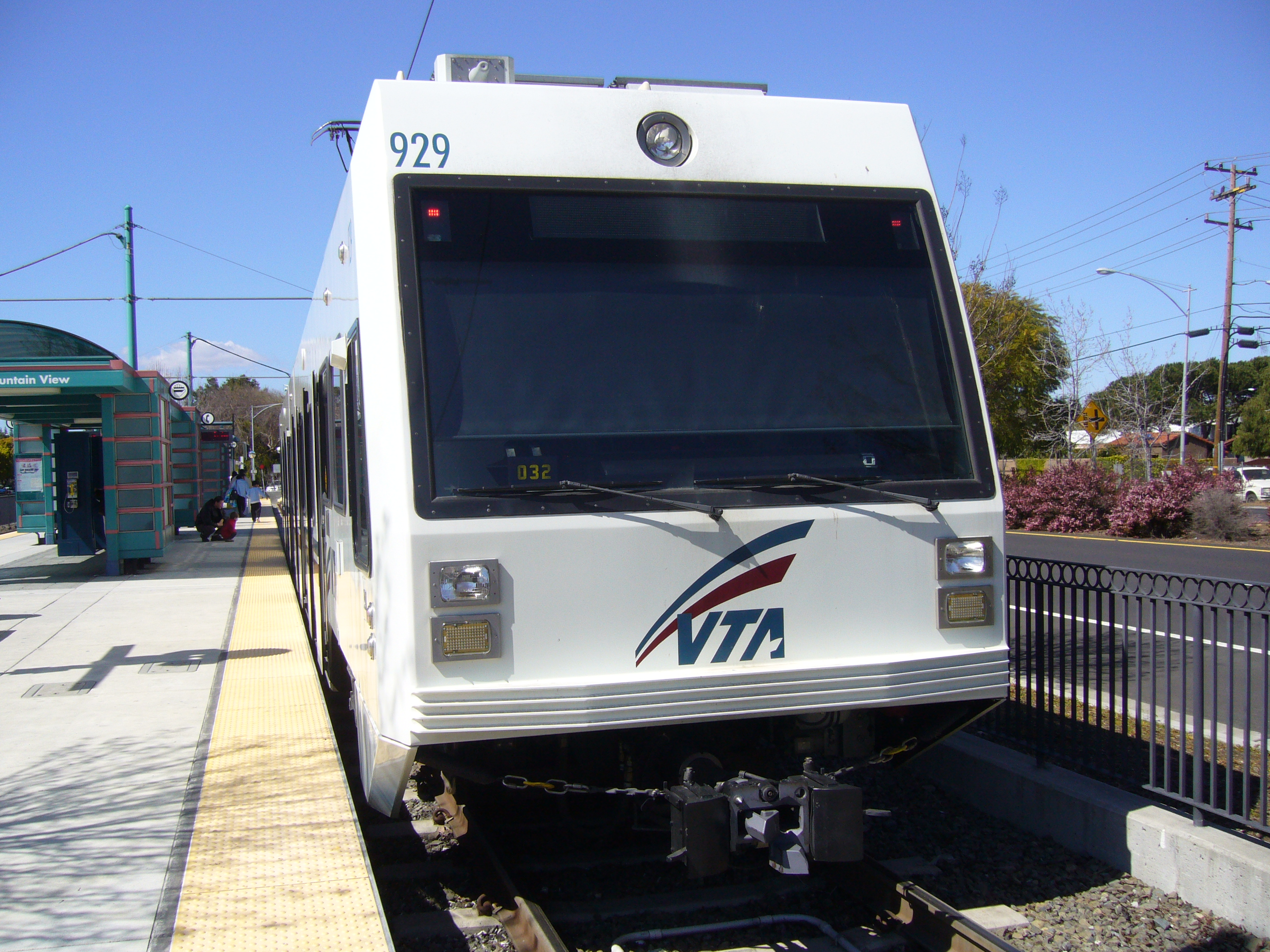
VTA 超低床式LRV
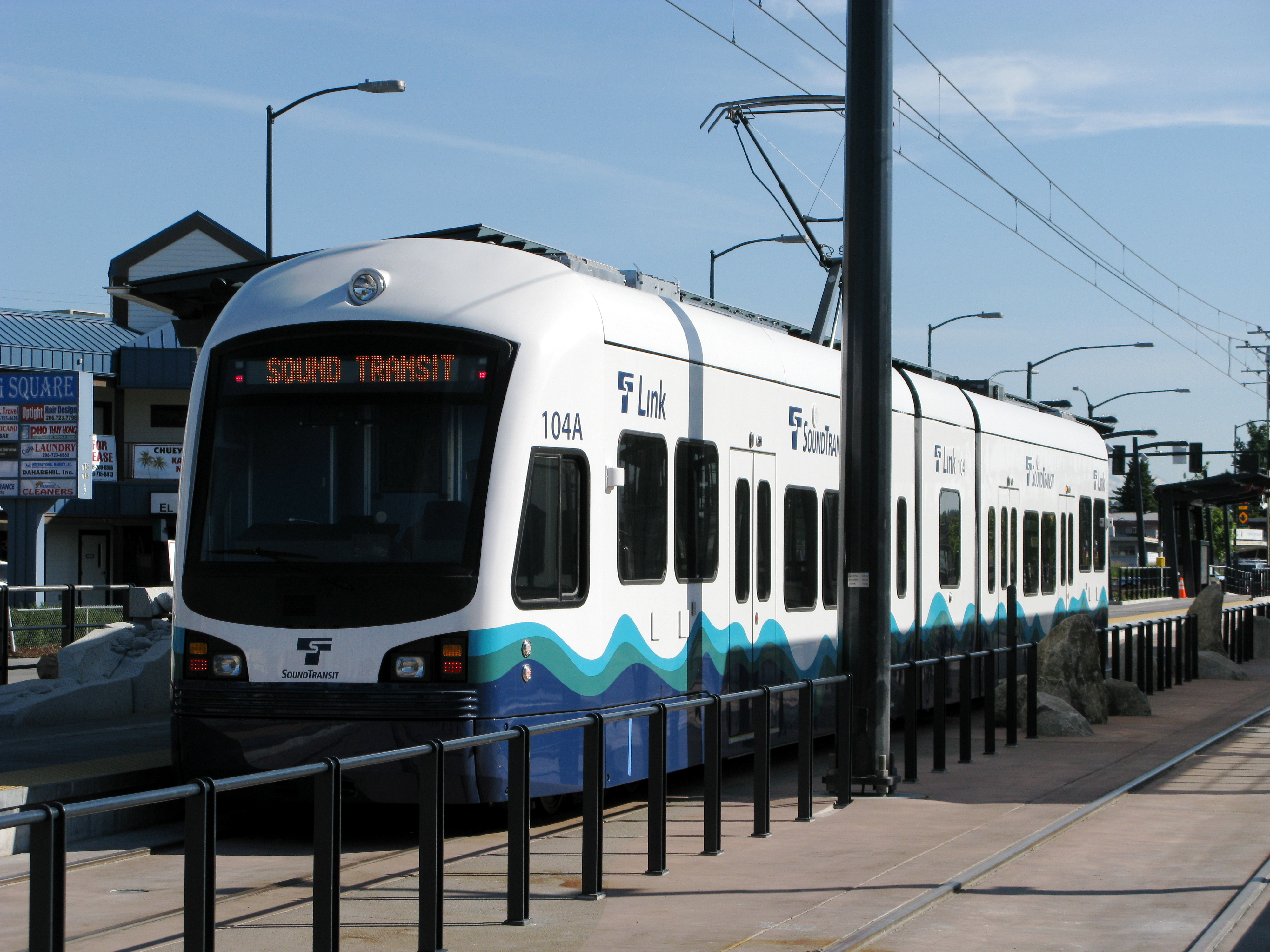
Sound Transit Central Link 超低床式LRV
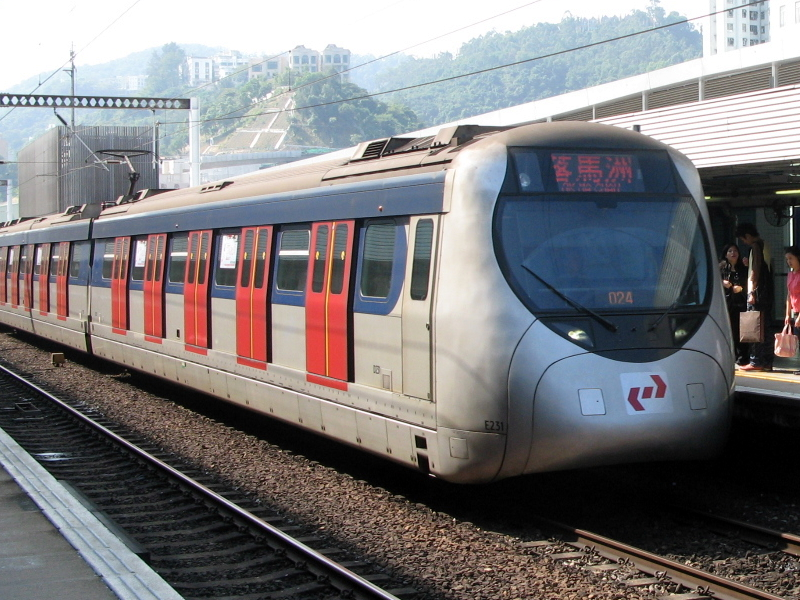
香港 SP1900
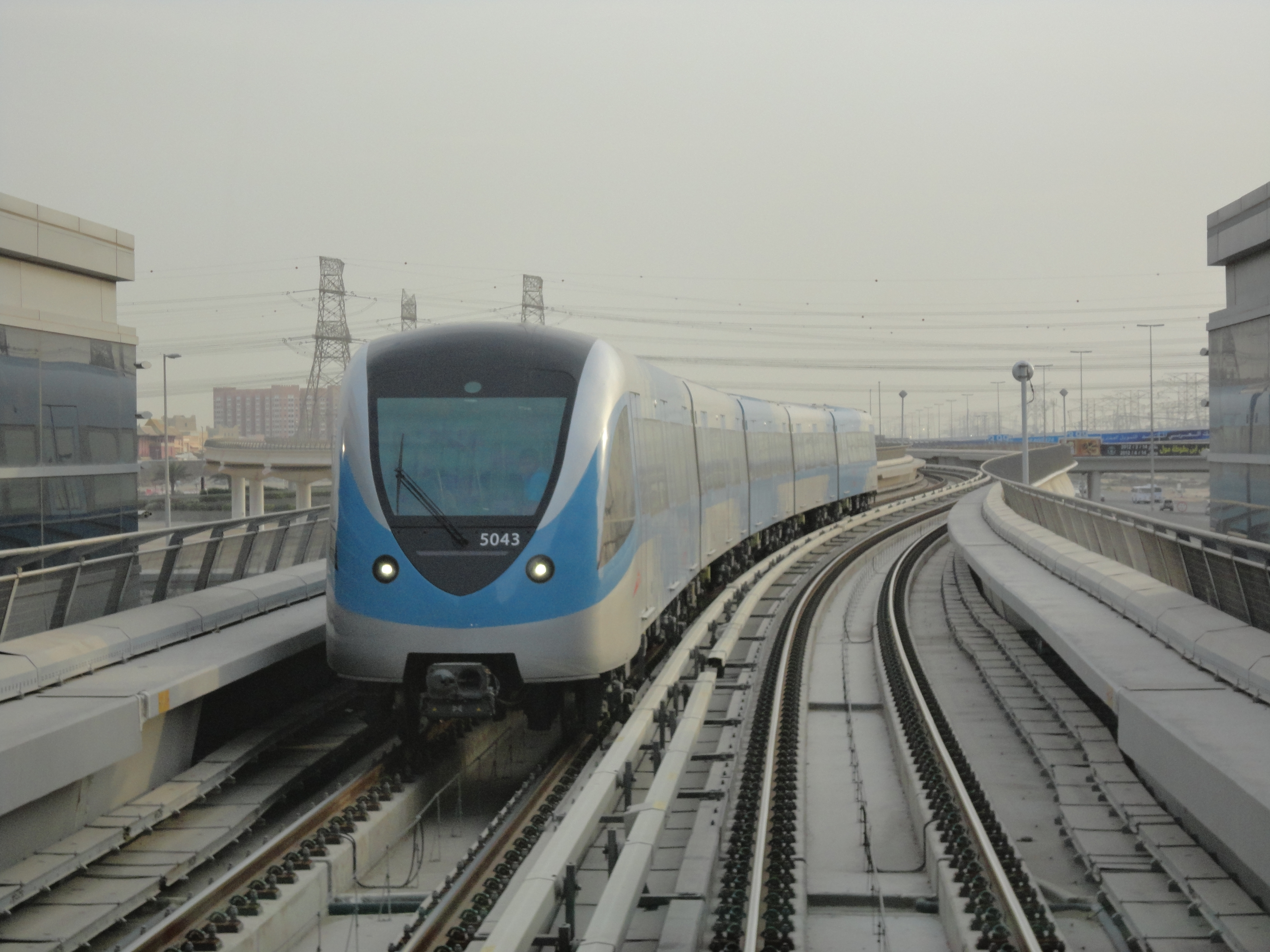
杜拜地鐵

## 外部連結
- 近畿車輛 （页面存档备份，存于）